# Клан Кенні
Клан Кенні (ірл. - Clan Canny, Clan Mac Cana, Clan MacCann) - клан Мак Кана, клан МакКанн - один з ірландських кланів. 

## Історія клану Кенні
Назва клану Кенні це церковна варіація ірландської назви Мак Кана (MacCana).  Префікс мак- означає «син», «кана» означає «вовк», «вовченя» - син вовка. Згідно ірландської історичної традиції та переказів, клан Мак Кана походить від клану Брассіл (ірл. - Clan Brassil), засновником якого був Брассіл - онук Колла-на-Кройха (ірл. - Colla-da-Chrioch) - першого короля королівства Айргіалла. Це королівство виникло в IV столітті, коли верховний король Ірландії Муйредах Тірех (310 - 343) наказав братам Колла завоювати і знищити королівство Улад. Частина завойованої території відійшла нащадкам верховного короля Ірландії, а частину отримав вцілілий брати Колла заснувавши там своє королівство Айргіалла.
Територія клану Мак Кана була розташована на землях, що лежали на південному березі озера Лох-Ней, де воли були владиками земель Клан Брассіл в нинішньому графстві Арма та графстві Тірон між річками Банн та Чорною Рікою (ірл. - Abhainn Dubh). Перший відомий в історичних документах вождь клану Мак Кана помер в середині ХІІ століття. У літописах ХІІ століття згадується Амлайв Мак Канна (ірл. - Amhlaibh Mac Canna) в записах за 1155 рік. Там пишеться, що Амлайв Мак Канна був «стовпом лицарства та енергійності королівства Кінел Еогайн». Крім того, він прославився міцним алкогольним напоєм, який він робив з яблук свого саду. Клан Мак Кана згадується і в «Літописі Чотирьох Майстрів» в розділі, де пишеться про верховних королів Ірландії в період 1022 - 1166 років. Вожді клану Мак Кана володіли замком Портдаун у нинішньому графстві Арма. Назва клану Брассіл збереглася в графстві Лаут. Люди з прізвищем МакКанн стверджують, що вони належать до клану Брассіл. 
Один з вождів клану Мак Кана - Донелл Мак Кана був вождем людей Клан Брассіл в 1598 році. 18 червня 1599 року відбувся шлюб Марії Мак Кана та Майкла Рілі. Це зафіксовано в документах церкви в Адамстауні, графство Вексфорд. Прізвище і назва клану Мак Кана часто зустрічається в документах Ольстера в XVIII та ХІХ століттях. Майкл Джозеф Мак Канн (1824 - 1883) був поетом і автором знаменитого вірша «О’Доннелл Абу». Чарльз - син Джона та Сари Кенні хрещений 17 вересня 1704 року в церків Святого Ботолфа.  
Назва клану перетворилася в прізвище, коли почали складатися переписи населення з метою оподаткування. 
Назва клану МакКанн зустрічається в псевдоісторичних книгах Джона О’Харта ХІХ століття, де автор наводить родоводи вождів ірландських кланів починаючи від Адама і Єви.

## Видатні і відомі люди клану Кенні
- Австін МакКанн (ірл. - Austin McCann) (нар. 1980) - шотландський футболіст.
- Берт МакКанн (іпл. - Bert McCann) (нар. 1932) - шотландський футболіст.
- Боб МакКанн (ірл. - Bob McCann) (нар. 1964) - американський баскетболіст.
- Бріан МакКанн (ірл. - Brian McCann) (нар. 1965) - американський письменник, актор, комік.
- Бріан МакКанн (ірл. - Brian McCann) (нар. 1984) - американський бейсболіст.
- Чарльз МакКанн (ірл. - Charles McCann) (1899 – 1980) - відомий натураліст.
- Чарльз Дж. МакКанн (ірл. - Charles J. McCann) (1926 – 2015) - американський ректор коледжу.
- Кріс МакКанн (ірл. - Chris McCann) (нар. 1987) - ірландський футболіст.
- Чак МакКанн (ірл. - Chuck McCann) (нар. 1934) - американський актор.
- Колум Макканн (ірл. - Colum McCann) (нар. 1965) - ірландський письменник.
- Деніс МакКанн (ірл. - Denise McCann) (нар. 1948) - американсько-канадський співак, автор пісень.
- Деніс П. МакКанн (ірл. - Dennis P. McCann) (нар. 1961) - американський художник, скульптор.
- Донал МакКанн (ірл. - Donal McCann) (1943 – 1999) - ірландський актор.
- Еамонн МакКанн (ірл. - Eamonn McCann) (нар. 1943) - ірландський журналіст, письменник, політик, громадський діяч.
- Фергус МакКанн (ірл. - Fergus McCann) - канадський бізнесмен.
- Геральд МакКанн (ірл. - Gerald McCann) (нар. 1950) - американський політик.
- Джек МакКанн (ірл. - Jack McCann) (1910 – 1972) - британський політик.
- Джеред МакКанн (ірл. - Jared McCann) (нар. 1996) - канадський хокеїст.
- Джо МакКанн (ірл. -  Joe McCann) (1947 – 1972) - боєць Ірландської республіканської армії (ІРА).
- Джон МакКанн (ірл. - John P. McCann) (нар. 1952) - американський письменник і продюсер.
- Лес МакКанн (ірл. - Les McCann) (нар. 1935) - американський музика.
- Ліла МакКанн (ірл. - Lila McCann) (нар. 1981) - американська співачка в стилі кантрі.
- Марія МакКанн (ірл. - Maria McCann) нар.  1956) - англійська новелістка.
- Мартін МакКанн (ірл. - Martin McCann) - ірландський співак.
- Мартін МакКанн (ірл. - Martin McCann) (нар. 1983) - ірландський актор.
- Майкл МакКанн (ірл. - Michael McCann) - композитор.
- Оуен МакКанн (ірл. - Owen McCann) (1907 – 1994) - католицький кардинал Південної Африки.
- Петер МакКАнн (ірл. - Peter McCann) (нар. 1950) - американський співак і автор пісень.
- Рорі МакКанн (ірл. - Rory McCann) - шотландський актор.
- Шон МакКанн (ірл. - Sean McCann) (нар. 1940) - канадський актор.
- Шон МакКанн (ірл. - Séan McCann) (нар. 1970) - канадський музика.